# Verdicchio di Matelica
Il Verdicchio di Matelica è una DOC riservata ad alcuni vini prodotto nelle provincie di Macerata e Ancona.
nei comuni di Matelica, Esanatoglia, Gagliole, Castelraimondo, Camerino, Pioraco in provincia di Macerata
Cerreto d'Esi, Fabriano in provincia di Ancona

## Vitigni con cui è consentito produrlo
- Verdicchio minimo 85%.
- Altri vitigni a bacca bianca idonei alla coltivazione nella regione Marche nella misura massima del 15%

## Storia
Il disciplinare approvato con decreto del 21/07/1967 (G.U. del 23/08/1967, n 211) prescriveva le seguenti caratteristiche:
- resa uva: 130 q
- resa vino: 70,0%
- titolo uva: 11,0%
- titolo vino: 11,5%
- estratto secco: 16,0‰
- vitigno: Verdicchio Bianco minimo 85,0%
- colore: paglierino tenue-limpidezza brillante.
- odore: delicato, caratteristico.
- sapore: asciutto, armonico con retrogusto gradevolmente amarognolo.

## Tecniche di produzione
Per i nuovi impianti e i reimpianti la densità non può essere inferiore a 2 200 ceppi/ha.
È vietato l'allevamento a tendone.
È consentita l'irrigazione di soccorso.
Tutte le operazioni di vinificazione, invecchiamento e imbottigliamento, debbono essere effettuate nella zona DOC.

## Caratteristiche organolettiche
- colore giallo paglierino tenue;
- odore: delicato, caratteristico;
- sapore: asciutto, armonico, con retrogusto gradevolmente amarognolo;

## Abbinamenti consigliati
Essendo un vino morbido, profumato e non molto acido, è consigliato un abbinamento con carni bianche alla griglia (pollo o tacchino, ecc.). Anche delle grigliate di pesce o dei risotti a base di pesce o frutti di mare. Purché non vi sia salsa di pomodoro 

## Produzione
Provincia, stagione, volume in ettolitri
- Ancona (1990/91) 1413,0
- Ancona (1991/92) 1488,0
- Ancona (1992/93) 1781,0
- Ancona (1993/94) 1055,0
- Ancona (1994/95) 547,0
- Ancona (1995/96) 1341,05
- Ancona (1996/97) 1239,05
- Macerata (1990/91) 12026,28
- Macerata (1991/92) 13158,04
- Macerata (1992/93) 17145,45
- Macerata (1993/94) 11550,22
- Macerata (1994/95) 13528,09
- Macerata (1995/96) 14442,2
- Macerata (1996/97) 9822,82